# Woraphob Thaweesuk
Woraphob Thaweesuk (thailändisch วรภพ ทวีสุข, * 26. Februar 1998 in Ubon Ratchathani) ist ein thailändischer Fußballspieler.

## Karriere
Woraphob Thaweesuk erlernte das Fußballspielen in der Schulmannschaft der Sisaket Sport School im thailändischen Sisaket sowie in der Jugendmannschaft von Leicester City im englischen Leicester. Am 3. Juli 2017 kehrte er nach Thailand zurück. Hier unterschrieb er in Pattaya einen Vertrag beim Erstligisten Pattaya United FC. Am 1. Juni 2018 wechselte er in die Hauptstadt Bangkok, wo er sich dem Police Tero FC anschloss. Hier kam er in der U23-Mannschaft des Klubs zum Einsatz. Das Team spielte in der vierten Liga, der Thai League 4. Die Saison 2019 wurde er an den Surat Thani City FC ausgeliehen. Mit dem Verein aus Surat Thani spielte er in der Southern Region der vierten Liga. Der Kasetsart FC, ein Zweitligist, der ebenfalls in Bangkok beheimatet ist, nahm ihn am 1. Juli 2021 unter Vertrag. Sein Zweitligadebüt gab Worraphop Thaweesuk am 8. Januar 2022 (18. Spieltag) im Auswärtsspiel gegen den Ranong United FC. Hier stand er in der Startelf und spielte die kompletten 90 Minuten. Das Spiel endete 0:0. In der Rückrunde der Saison stand er 15-mal für den Hauptstadtverein in der zweiten Liga auf dem Spielfeld. Am 1. August 2022 verpflichtete ihn der ebenfalls in der zweiten Liga spielende Ayutthaya United FC. Nach einer Saison, in der er 19-mal für Ayutthaya auf den Spielfeld stand, wechselt er im Sommer 2023 zum Erstligaabsteiger Nakhon Ratchasima FC. Am Ende der Saison 2023/24 feierte er mit dem Verein aus Nakhon Ratchasima die Meisterschaft der zweiten Liga sowie den direkten Wiederaufstieg in die erste Liga.

## Erfolge
Nakhon Ratchasima FC
- Thailändischer Zweitligameister: 2023/24  ▲